# المدينة تحت الأرض (بكين)
مدينة تحت الأرض (بالصينية: 地下 城) هي ملجأ للقنابل من حقبة الحرب الباردة يتكون من شبكة من الأنفاق تقع تحت مدينة بكين عاصمة الصين. تمت الإشارة إليه أيضًا باسم السور العظيم تحت الأرض منذ أن تم بناؤه لغرض الدفاع العسكري. تم بناء المجمع من عام 1969 إلى عام 1979 تحسباً لوقوع حرب نووية مع الاتحاد السوفيتي، حيث ساءت العلاقات الصينية السوفياتية وأعيد افتتاحه رسميًا في عام 2000. سُمح للزوار بالتجول في أجزاء من المجمع، والتي وُصفت بأنها «مظلمة ورطبة وغريبة حقًا». تم إغلاقها للتجديد منذ فبراير 2008 على الأقل.

## الموقع
تمتد أنفاق مدينة تحت الأرض أسفل وسط مدينة بكين، وتغطي مساحة 85 كيلومترًا مربعًا (33 ميلًا مربعًا) من 8 إلى 18 مترًا (26–59 قدمًا) تحت السطح. في وقت من الأوقات، كان هناك حوالي 90 مدخلًا للمجمع، كانت جميعها مخبأة في المتاجر على طول الشوارع الرئيسية في زيهنغيانغ. تم هدم العديد من المداخل أو إغلاقها لإعادة الإعمار. تشمل المداخل المتبقية المعروفة 62 شارع غرب داموتشانغ في زيهنغيانغ، ومصنع بكين للسجاد.

## التاريخ
في ذروة الانقسام الصيني السوفياتي في عام 1969، أمر رئيس الحزب الشيوعي الصيني ماو تسي تونغ ببناء مدينة تحت الأرض خلال الصراع الحدودي على جزيرة تشنباو في نهر آمور. المجمع سيحمي سكان بكين، ويسمح للمسؤولين الحكوميين بالإخلاء في حالة وقوع هجوم على المدينة. زعمت الحكومة أن الأنفاق يمكن أن تستوعب جميع سكان بكين البالغ عددهم ستة ملايين عند اكتمالها. تم تجهيز المجمع بمرافق مثل المطاعم والعيادات والمدارس والمسارح والمصانع وحلبة التزلج على الجليد ومخازن الحبوب والزيوت ومزرعة زراعة الفطر. كما كان هناك ما يقرب من 70 موقعًا محتملًا يمكن فيها حفر آبار المياه بسهولة إذا لزم الأمر. تم تركيب أنظمة تهوية متقنة، مع 2300 عمود يمكن غلقها لحماية سكان الأنفاق من الغازات السامة، تم إنشاء فتحات مقاومة للغاز والماء، بالإضافة إلى بوابات رئيسية خرسانية سميكة وتؤمن حماية الأنفاق من الهجمات الكيميائية الحيوية والتداعيات النووية.
لا يوجد إفصاح رسمي عن النطاق الفعلي للمجمع، ولكن يُعتقد أن الأنفاق قد تربط معًا معالم بكين المختلفة، فضلاً عن المباني الحكومية المهمة مثل تشونغنانهاي، قاعة الشعب الكبرى، وحتى القواعد العسكرية في ضواحي المدينة. يؤكد مركز معلومات الإنترنت الصيني أنه من المفترض أنهم يربطون جميع مناطق وسط بكين، بالإضافة إلى التلال الغربية. يشاع أيضًا أن كل مسكن كان به باب محجر سري قريب يؤدي إلى الأنفاق في حالة وقوع هجوم نووي، كانت الخطة هي نقل نصف سكان بكين تحت الأرض والنصف الآخر إلى التلال الغربية. تم بناء الأنفاق من قبل أكثر من 300000 مواطن محلي بما في ذلك طلاب المدارس في مهام تطوعية. تم حفر بعض الأجزاء حتى دون مساعدة أي آلات ثقيلة أسوار وأبراج وبوابات المدينة القديمة، بما في ذلك بوابات المدينة القديمة.
منذ اكتمال بناء المجمع، استخدمه السكان المحليون بطرق مختلفة حيث تظل الأنفاق باردة في الصيف ودافئة في الشتاء. في الشوارع المزدحمة تم تجديد بعض أجزاء المجمع كفنادق رخيصة بينما تم تحويل البعض الآخر إلى مراكز التسوق والأعمال أو حتى إلى مسارح. على الرغم من أن المجمع لم يستخدم أبدًا للغرض المقصود منه، إلا أنه لم يتم التخلي عنه تمامًا أيضًا، لا تزال السلطات المحلية تقوم بفحص تسرب المياه ومكافحة الآفات في الأنفاق بشكل منتظم.

## كمنطقة جذب سياحي
تم افتتاح المجمع رسميًا في عام 2000، ولكن تم إغلاقه للتجديد منذ فبراير 2008 على الأقل. أثناء فتحه، سُمح للزوار بالتجول في أجزاء من المجمع؛ كان المجمع يحظى بشعبية لدى السياح الأجانب ولكنها ظلت منسية تقريبًا من قبل المواطنين المحليين. على الرغم من وجود العديد من المداخل الأخرى، فقد دخل الزوار الأجانب إلى أقسام معتمدة يمكن الوصول إليها عبر واجهة متجر صغيرة في جنوب ساحة تيان آن من، في غرب شارع داموشانغ. يمكن للمجموعات السياحية الدخول مجانًا وبدون إذن مسبق بينما تم دفع 20 يوانًا (2.40 دولارًا أمريكيًا) لكل سائح أفراد ليسوا جزءًا من مجموعة سياحية.
أخذت الجولة الرسمية الزوار فقط على امتداد دائري صغير للمدينة تحت الأرض. داخل المجمع يمكن للزوار رؤية اللافتات إلى المعالم الرئيسية التي يمكن الوصول إليها عن طريق الأنفاق، مثل ميدان تيانانمين والمدينة المحرمة ويمكنهم رؤية الغرف المُصنَّفة بوظائفها الأصلية مثل دور السينما أو المستشفيات أو الترسانات. يمكن رؤية صورة لماو تسي تونغ وسط جداريات السكان المحليين المتطوعين لحفر الأنفاق والشعارات الباهتة مثل «تراكم الحبوب» واستعدوا للحرب، استعدوا للمجاعة. يمكن رؤية الغرف التي تحتوي على أسرّة بطابقين وصناديق كرتونية فاسدة من أجهزة تنقية المياه في مناطق غير مفتوحة للسياح. كما سيمر الزوار في الجولة الرسمية بمصنع حرير عامل في إحدى قاعات اجتماعات الموظفين تحت الأرض بالمجمع، وسيحصلون على عرض توضيحي لعملية الحصول على الحرير من شرانق دودة القز. كانت لديهم فرصة لشراء الهدايا التذكارية من متجر سياحي يديره مركز تشيانمن للفنون والحرف المملوك للدولة وشركة الحرير الصينية كاي تيان.

## قراءة معمقة
- Chairman Mao's Underground City 16، يونيو 2012. تم الاسترجاع 22 سبتمبر 2017.